# Enganyapastors daurat
L'enganyapastors daurat (Caprimulgus eximius) és una espècie d'ocell de la família dels caprimúlgids (Caprimulgidae) que habita zones de matoll del Sahel, des del sud de Mauritània i nord del Senegal, cap a l'est, a través de Mali, sud de Níger i de Txad fins al Sudan.